# Pachtakor Proletar
Pachtakor Proletar (tadż. Клуби футболи «Пахтакор» Пролетар / Ҷаббор Расулов) – tadżycki klub piłkarski, mający siedzibę w mieście Proletar, w dystrykcie Dżabbor Rasulow na północy kraju.

## Historia
Chronologia nazw:
- 1989: Awtomobilist Proletar (ros. «Автомобилист» Пролетарск)
- 1992: Pachtakor Proletar (ros. «Пахтакор» Пролетарск)

Piłkarski klub Awtomobilist został założony w miejscowości Proletar w 1989 roku. W 1992 klub zmienił nazwę na Pachtakor i debiutował w rozgrywkach Wyższej Ligi Tadżykistanu. W debiutanckim sezonie zespół zajął 5. miejsce w końcowej klasyfikacji. Pierwszy sukces przyszedł w 1993, kiedy to zespół zdobył brązowe medale mistrzostw, a w 1994 powtórzył ten sukces. W 1995 zdobył Puchar Tadżykistanu. W 1996 debiutował w rozgrywkach pucharów azjatyckich. W sezonie 1996 zajął przedostatnie 15. miejsce i spadł do Pierwszej Ligi Tadżykistanu. Klub też reprezentował region dlatego nieraz nazwa brzmiała Pachtakor Dżabbor Rasulow.

## Sukcesy

### Trofea międzynarodowe
| \| \| Zdobyte trofea w rozgrywkach międzynarodowych (stan na: 31-12-2015) \| |                                                                     |      |          |
| Rozgrywki                                                                    | Osiągnięcie                                                         | Razy | Sezon(y) |
| · Liga Mistrzów AFC                                                          | zdobywca                                                            | 0    |          |
| · Liga Mistrzów AFC                                                          | finalista                                                           | 0    |          |
| Puchar AFC                                                                   | zdobywca                                                            | 0    |          |
| Puchar AFC                                                                   | finalista                                                           | 0    |          |
| Azjatycki Puchar Zdobywców                                                   | zdobywca                                                            | 0    |          |
| Azjatycki Puchar Zdobywców                                                   | finalista                                                           | 0    |          |
| Azjatycki Puchar Zdobywców                                                   | runda 1                                                             | 1    | 1996     |
| Puchar Prezydenta AFC                                                        | zdobywca                                                            | 0    |          |
| Puchar Prezydenta AFC                                                        | finalista                                                           | 0    |          |
| FIFA                                                                         | Zdobyte trofea w rozgrywkach międzynarodowych (stan na: 31-12-2015) |      |          |

### Trofea krajowe
Tadżykistan
| \| \| Zdobyte trofea w rozgrywkach Tadżykistanu (stan na: 31-12-2015) \| |                                                                 |      |            |
| Rozgrywki                                                                | Osiągnięcie                                                     | Razy | Sezon(y)   |
| Mistrzostwo                                                              | I miejsce                                                       | 0    |            |
| Mistrzostwo                                                              | II miejsce                                                      | 0    |            |
| Mistrzostwo                                                              | III miejsce                                                     | 2    | 1993, 1994 |
| Puchar                                                                   | zdobywca                                                        | 1    | 1995       |
| Puchar                                                                   | finalista                                                       | 0    |            |
| II liga                                                                  | I miejsce                                                       | 0    |            |
| II liga                                                                  | II miejsce                                                      | 0    |            |
| II liga                                                                  | III miejsce                                                     | 0    |            |
| Tadżykistan                                                              | Zdobyte trofea w rozgrywkach Tadżykistanu (stan na: 31-12-2015) |      |            |

## Stadion
Klub rozgrywa swoje mecze domowe na stadionie Centralnym w Proletarze, który może pomieścić 4 000 widzów.

## Piłkarze
Znani piłkarze:
- Igor Jeżurow
- Siergiej Selezniow
- Fahritdin Szaripow
- Walentin Szaszkow

## Trenerzy
- 1990–1995:  Władimir Jeżurow

...
- 1999–2000:  Władimir Jeżurow

...